# Vulcan (Hunedoara)
Vulcà (pronunciació en romanès: [vulˈkan]; abans Jiu-Vaidei-Vulcan; hongarès: Vulkán, Zsilyvajdejvulkán (Zsily-Vajdej-Vulkán); alemany: Wolkendorf, Wulkan) és una ciutat del comtat de Hunedoara, Transsilvània (Romania). Amb una població de 24.160 habitants, és la segona ciutat més gran de la vall de Jiu. Administra dos pobles, Dealul Babii ("el vell turó" en català; en hongarès: Hegyvulkán) i Jiu-Paroșeni (Zsilymacesdparoseny).
La ciutat rep el nom del pas Vulcà que connecta la vall del Jiu amb Oltènia, derivant-se de l'eslau "vlk", que significa "llop" (fins i tot si "vulcà" significa "volcà" en romanès).
Els recursos de carbó de la regió es van descobrir el 1788 mentre el general austríac Landau defensava Vulcà dels turcs otomans. Una nit, els soldats no van poder apagar el foc de camp que van fer, ja que les piles de carbó que hi havia a sota havien cremat. El general Landau va pensar que podia aturar els turcs sense lluitar calant foc a piles de carbó. Els turcs van observar el gran nombre d'incendis a les altures i van pensar que l'exèrcit austríac era molt més gran que el seu i es va retirar.
El 1850, la primera mina fou creada pels germans Hoffman de Brașov.

## Demografia
Segons estimació 2012 comptava amb una població de 28 874 habitants.
- Romanesos: 92,91%
- Hongarès: 5,13%
- Gitanos: 1,41%
- Alemanys: 0,2%

## Gent
- Pius Brânzeu
- Ernő Csíki
- Andrej Prean Nagy
- Ștefan Onisie
- Leonard Wolf

## Ciutats bessones
Llista de les ciutats germanes i bessones de Vulcà:
- Bor, Sèrbia